# 인적 손실
전쟁의 인적 손실(人的損失, casualty)은 군사에서, 군에 복무하는 인간이 교전으로 인한 것이든 아니든 간에, 죽음, 부상, 포로, 탈영 등으로 인해 전투 불능 상태가 되었거나, 민간인이 그러한 위해를 당한 것을 말한다. 대개 민간인에게 “인적 손실”이라는 말이 쓰이는 것은 특정 사건으로 인하여 죽거나 다쳤을 때 쓰인다.
인적 손실은 “사망자”(fatality)라는 용어와 혼동되는 경우가 잦지만, 죽음에 이르지 않는 부상을 입은 것 역시 인적 손실이라 한다.

## 같이 보기
- 작전 중 부상